# Ivan Mesquita
Ivan Mesquita (Rio de Janeiro, 17 de março de 1932 — Rio de Janeiro, 1º de agosto de 2011) foi um ator brasileiro.
Iniciou a carreira na televisão pela TV Excelsior onde protagonizou diversas novelas.
Atuou também em produções da TV Record e TV Tupi e em meados da década de 1970 foi para a Rede Globo.
Um de seus papéis mais marcantes em novelas foi o Senhor Coutinho da primeira versão de Sinhá Moça em 1986, personagem que no remake da trama em 2006 foi interpretado por Othon Bastos.
O último trabalho de Ivan Mesquita na televisão foi a minissérie Os Maias de 2001, na qual interpretou o Coronel Sequeira.
Ivan Mesquita morreu na noite de 1 de agosto de 2011 aos 79 anos, no Rio de Janeiro, de falência de múltiplos órgãos. Ele era diabético e já estava internado há mais de um mês.

## Telenovelas
- 2001 - Os Maias - Coronel Sequeira
- 1994 - Pátria Minha (Participação Especial)
- 1993 - Fera Ferida (Participação Especial)
- 1993 - Castelo Rá-Tim-Bum (Participação Especial)
- 1992 - Tereza Batista - Comissário Lobão
- 1990 - Araponga - Mão-De-Gato
- 1990 - Barriga de Aluguel - Oficial de Justiça
- 1990 - Desejo - Dr. Abílio (Advogado de Quidinho e Nestor)
- 1990 - Rainha da Sucata - Gouveia (participação especial)
- 1988 - Vida Nova - Fazendeiro (Participação Especial)
- 1987 - Sassaricando - Seu Joaquim
- 1986 - Sinhá Moça - Coutinho
- 1985 - Grande sertão: veredas - Rudgério Freitas
- 1984 - Corpo a Corpo - Andrade
- 1984 - Partido Alto - Juiz que condena Maurício (Cláudio Marzo)
- 1983 - Voltei Pra Você - Participação Especial
- 1982 - Sol de Verão - Gilberto
- 1982 - Caso Verdade
- 1981 - Terras do sem fim - Coutinho
- 1981 - Ciranda de Pedra
- 1981 - O amor é nosso - Macedo
- 1980 - Água Viva - Detetive
- 1978 - Caso Especial A Morte e a morte de Quincas Berro D'água
- 1978 - O pulo do gato - Marraio
- 1976 - Canção para Isabel (Rede Tupi) - Ramon
- 1975 - Ovelha Negra (Rede Tupi) - Modesto
- 1974 - A Barba Azul (Rede Tupi) - Oscar
- 1973 - Mulheres de Areia (Rede Tupi) - Donato
- 1972 - Vitória Bonelli (Rede Tupi) - Moglianni
- 1972 - Na idade do lobo (Rede Tupi)
- 1971 - Nossa filha Gabriela (Rede Tupi) - Candinho
- 1970 - O Meu Pé de Laranja Lima (Rede Tupi) - Caetano
- 1970 - As Bruxas (Rede Tupi) - Agenor
- 1969 - Algemas de Ouro (Rede Record) - Alexandre
- 1968 - A última testemunha (Rede Record) - Rogério
- 1968 - Amor sem deus (Rede Tupi)
- 1967 - O grande segredo (TV Excelsior) - Lindolfo
- 1966 - As Minas de Prata (TV Excelsior) - Samuel
- 1966 - Almas de Pedra (TV Excelsior) - Vilaça
- 1965 - A Deusa Vencida (TV Excelsior) - Amarante
- 1965 - Os quatro filhos (TV Excelsior)
- 1964 - Folhas ao vento (TV Excelsior) - Renato
- 1964 - Melodia fatal (TV Excelsior) - Donato
- 1964 - A moça que veio de longe (TV Excelsior) - Nestor
- 1964 - Mãe (TV Excelsior) - Antônio

## Cinema
- Gabriela, Cravo e Canela (1983)
- Um Caipira em Bariloche (1973)
- Anuska, Manequim e Mulher (1968)
- O Anjo Assassino (1967)

## Diretor
- 1968 - Amor sem Deus
- 1965 - A Ilha dos Sonhos Perdidos